# NGC 6907
NGC 6907 (другие обозначения — PGC 64650, ESO 528-3, MCG -4-48-6, UGCA 418, IRAS20221-2458) — галактика в созвездии Козерог.
Этот объект входит в число перечисленных в оригинальной редакции «Нового общего каталога».
В галактике вспыхнула сверхновая SN 2004bv типа Ia, её пиковая видимая звездная величина составила 15,6.
В галактике вспыхнула сверхновая SN 2014eh типа Ic, её пиковая видимая звездная величина составила 16,0.
В галактике вспыхнула сверхновая SN 2008fq типа II, её пиковая видимая звездная величина составила 15,4.